# Ascofascicula
Ascofascicula är ett släkte av svampar. Ascofascicula ingår i ordningen skålsvampar, klassen Pezizomycetes, divisionen sporsäcksvampar och riket svampar.
|               | Sarcosomataceae                                 |
|               |                                                 |
|               | Sarcoscyphaceae                                 |
|               |                                                 |
|               | Rhizinaceae                                     |
|               |                                                 |
|               | Pyronemataceae                                  |
|               |                                                 |
|               | Pezizaceae                                      |
|               |                                                 |
|               | Morchellaceae                                   |
|               |                                                 |
|               | Karstenellaceae                                 |
|               |                                                 |
|               | Helvellaceae                                    |
|               |                                                 |
|               | Glaziellaceae                                   |
|               |                                                 |
|               | Discinaceae                                     |
|               |                                                 |
|               | Chorioactidaceae                                |
|               |                                                 |
|               | Ascodesmidaceae                                 |
|               |                                                 |
|               | Ascobolaceae                                    |
|               |                                                 |
|               | Carbomycetaceae                                 |
|               |                                                 |
|               | Caloscyphaceae                                  |
|               |                                                 |
|               | Tuberaceae                                      |
|               |                                                 |
|               | Pulvinula                                       |
|               |                                                 |
|               | Berggrenia                                      |
|               |                                                 |
|               | Sporocephalum                                   |
|               |                                                 |
|               | Psilopezia                                      |
|               |                                                 |
|               | Cephaliophora                                   |
|               |                                                 |
|               | Lecophagus                                      |
|               |                                                 |
|               | Mycoarctium                                     |
|               |                                                 |
|               | Picoa                                           |
|               |                                                 |
|               | Boubovia                                        |
|               |                                                 |
|               | Urceolaria                                      |
|               |                                                 |
|               | Oedocephalum                                    |
|               |                                                 |
|               | Filicupula                                      |
|               |                                                 |
|               | Strobiloscypha                                  |
|               |                                                 |
| Ascofascicula | \| \| Ascofascicula talaroluteoides \| \| \| \| |
|               | \| \| Ascofascicula talaroluteoides \| \| \| \| |
|               | Trichobolus                                     |
|               |                                                 |
|               | Microeurotium                                   |
|               |                                                 |
|               | Fischerula                                      |
|               |                                                 |
|               | Dennisiopsis                                    |
|               |                                                 |
|               | Diehliomyces                                    |
|               |                                                 |
|               | Discinella                                      |
|               |                                                 |
|               | Verticicladium                                  |
|               |                                                 |
|               | Delastria                                       |
|               |                                                 |
|               | Underwoodia                                     |
|               |                                                 |
|               | Ochotrichobolus                                 |
|               |                                                 |
|               | Ascofascicula talaroluteoides                   |
|               |                                                 |

|  | Ascofascicula talaroluteoides |
|  |                               |